# Anders Wassén
Anders Lambert Wassén, född 19 februari 1890 i Bäve socken, Göteborgs och Bohus län, död 16 januari 1951 i Göteborg, var en svensk läkare, bakteriolog och föreståndare för Göteborgs stads bakteriologiska laboratorium. 
Wassén blev medicine licentiat vid Karolinska institutet 1922, var chefsläkare för Svenska Röda Korsets hjälpexpedition till Ryssland 1921-22, var tillförordnad laborator vid Statens Bakteriologiska Laboratorium 1921-24 och 1924 blev han föreståndare för Göteborgs stads bakteriologiska laboratorium. Han blev 1936 medicine hedersdoktor vid Lunds universitet för sina insatser inom bakteriologin i Sverige och särskilt för att han utvecklat en ny och internationellt använd metod för påvisande av bakteriegruppen som bland annat orsakar tyfoidfeber. Han var dessutom en av pionjärerna i Sverige att införa BCG-vaccination mot tuberkulos och i arbetet mot allergiska sjukdomar och astma.
Anders Wassén var son till lantbrukaren och kommunalmannen Magnus Wassén på Övre Kuröd i Bäve i Bohuslän, och Anna Sofia, född Tenggren. Släktnamnet Wassén kommer från Vassända socken i Västergötland, där den äldste kände stamfadern, Bryngel Olofsson (cirka 1700-1771), var bonde i Vassända skattegård.
Wassén var ledamot av Kungliga Vetenskaps- och Vitterhetssamhället i Göteborg.
Han var bror till läkaren, professor Erik Wassén och farfars bror till folkpartipolitikern Erik Wassén.
Wassén fick motta Göteborgs stads förtjänsttecken den 3 juni 1949, med följande motivering: "Anders Wassén är föreståndare för Göteborgs stads bakteriologiska laboratorium sedan 1924. Hans insatser på skilda områden är betydelsefulla. Jag kan nämna, att allt calmettevaccin för hela landet framställes av honom samt att han i flera avseenden berikat metodiken inom bakteriologien. Anders Wassén deltog som chefsläkare vid Röda Korsets hjälpexpedition till det hungrande Ryssland 1921—1922 och har medverkat svensk representant vid Folkförbundets hygieniska undersökningar. Anders Wassén, Göteborgs stad önskar ge uttryck åt sin uppskattning av en ovanlig läkaregärning. Jag ber att få överlämna vårt förtjänsttecken. "